# Giovanni Rocco de' Porzi
Giovanni Rocco de’ Porzi (Pavia, 1389 – Mantova, 13 luglio 1461) è stato un religioso italiano tra i principali promotori della riforma dell'Osservanza agostiniana..

## Biografia
Giovanni nacque a Pavia in una famiglia benestante, il padre Martino e la madre Eleonora possedevano molte proprietà nel pavese. Studiò con profitto nel convento dell'ordine degli eremitani di Sant'Agostino entrandone nel 1408. Nel 1409 la città fu colpita dalla peste che gli fece perdere entrambi i genitori.  Si laureò in teologia nel 1421. I suoi scritti indicano la presenza di 300 allievi con un ripetitore ogni sedici studenti ma che nel 1446, quando lui aveva raggiunto l'età dei 56 anni, solo in quattro erano rimasti ancora in vita.
(Rodolfo Maiocchi, Nazzareno Casacca, Codex Diplomaticus Ord. E. S. Augustini Papiae 38)
 Durante gli anni della scuola fu testimone dello sciempio e della sepoltura di Facino Cane, che era stato lasciato cadavere nudo all'esterno della chiesa agostiniana. Esperienza che gli fece comprendere quanto fossero difficili quegli anni in Italia sconvolti dalle pestilenze e dalle guerre. Nel 1414 fu nominato sacerdote divenendo dapprima cursus per un triennio, per sei mesi baccelliere billico, e per un anno baccelliere sentenziario.

Le sue scelte furono condizionate dalla vicinanza con lo zio Rocco Porzi che, dopo esser stato al servizio di Gian Galeazzo Visconti, si era ritirato a vita ascetica nel trevigiano, e che spesso andava a visitare. Fu proprio questo personaggio a profetizzare il suo futuro di promotore dell'Ordine dell'Osservanza lombarda 
(Calvi 1669: 4)
.

Nel 1422 iniziò la carriera di predicatore venendo anche nominato reggente del convento agostiniano.
(Calvi 1669: 2-3)
 La sua presenza è citata nel Capitolo del 1430 che si era tenuto a Montpellier dove sostenne la necessità del ritorno alla vita religiosa delle comunità agostiniane con lo spirito originario dell'ordine promuovendo la riforma dell'osservanza.
(Calvi 1669: 3)
Nominato segretario di Gerardo da Rimini nel 1432, lo seguì nel viaggio attraverso i conventi italiani, apprezzando la riforma che era stata introdotta nel convento napoletano di San Giovanni. L'anno successivo fu nominato rettore straordinario di Pavia. Nel convento, che ben conosceva, non riuscì però a portare il cambiamento per cui era stato nominato con l'introduzione dell'osservanza, troppo forte era infatti la resistenza dei frati, che temevano le nuove regole molto più severe. Il viaggio in Terra santa del 1438 lo portò a preferire una vita più monastica, ritirandosi in povertà. Ma le sue qualità di oratore gli imposero di ritornare ad una vita pubblica, fu infatti mandato il 4 aprile 1439 nel monastero di Crema per introdurre la regola dell'osservanza. Quando fu nominato vicario delle province lombarde della congregazione degli eremitati di sant'Agostino, divenne dichiaratamente costituita la Congregazione osservanza di Lombardia degli agostiniani.
Le sue predicazioni attirarono alcuni giovani tra questi i fratelli Cazzuli e Agostino divenne il suo biografo con Benigno Peri da Genova, ma anche l'attenzione di alti personaggi che nel 1440, nel Capitolo dell'Oriente tenutosi ad Alessandria, lo elessero vicario provinciale, incarico che non gli permise più di essere presente nel monastero cremasco, nominò quindi suo sostituto Giovanni da Novara. Iniziò per il Porzi un periodo di peregrinazione nei diversi monasteri, in particolare la sua predicazione quaresimale a Genova del 1441, portò l'introduzione della nuova regola nel monastero agostiniano cittadino attiguo alla chiesa di Santa Maria della Cella. Alcuni frati presenti a Crema vi si trasferirono. Anche Bergamo fu raggiunta dalla voce di queste sue capacità e il 19 gennaio 1443 vi mandò come vicario lo stesso Giovanni da Novara. Proprio in quei giorni il segretario nazionale dichiarò che il de' Porzi fosse libero di usufruire di tutti i beni di proprietà della sua famiglia, non è chiaro il motivo di questa licenza e a quale fine il frate dedicò le sue sostanze.  Nel 1445 su volontà di Bianca Maria Visconti introdusse l'Ordine dell'osservanza anche nel monastero di Milano e nel 1449 a Cremona.
Il Porzi temeva che questi nuovi monasteri ampliandosi avrebbero perso quello spirito originario di povertà e carità, e quando il 10 maggio 1449 si riunì il Capitolo generale, dovette confrontarsi con Giuliano Falciglia da Salemi che voleva riunire tutti i capitoli, ottenendo l'indipendenza di ognuno dei cinque nuovi monasteri. La nuova congregazione che vedeva allora solo pochi conventi divenne una delle più grandi congregazioni monastiche con ben settanta monasteri sul territorio italiano.
I problemi di salute gli imposero di limitare i suoi viaggi. Nel 1461 andò a Mantova per incontrare il generale Guglielmo Bechi da Firenze e proprio in questa città morì il 13 luglio 1461. La salma fu tumulata nella sala capitolare del convento di Santa Agnese.

Del suo carattere ne dà una descrizione Benigno Peri da Genova 
amator, animo libero, adeoque ingenuo ut neque simulare quicquam neque fingere omnino scivisset. Qui et orando et publice declamando eleganti
pronuntiatione bonisque lateribus egregie valebat, et cui soli in omni fere collegio cederent, tanta eius erat ingenii vis atque celeritas, quicunque
disserendarum rerum sive naturalium sive divinarum gratia convenissent. Ardua quoque omnia profunda celestia atque divina tam claro sermone
tradebat, ut ab eo passim deduci viderentur ad oculum quasi comunia. In astronomia preterea quodam se tempore iuvenis exercuerat et que multa
prenuntiaverat evenerunt effectu»»
(Benigno Peri da Geova)
Questi scriverà che presso i frati veniva chiamato «sanctum Bernardum pro vite continentia vocitabant» per la sua semplicità e povertà di vita.

## Opere
Giovanni Rocco de' Porzi raccolse le sue omelie in uno scritto che permette la ricostruzione della sua biografia:
- Sermones per i tempi di Avvento e Quaresima. Il testo si divide in due parti la prima dedicata ai sermoni del periodo d'Avvento e gli altri della Quaresima;
- La Biblioteca civica Angelo Mai di Bergamo conserva due manoscritti autografi: il breviario (1432-1433), un codice con testi di san Bernardino[6]